# كريستين شاربونو
كريستين شاربونو هي مغنية وكاتبة غنائية كندية، ولدت في 18 أكتوبر 1943 في مونتريال في كندا، وتوفي بنفس المكان في 30 مايو 2014 بسبب سرطان.